# ポール・ファーマー
ポール・ファーマー（Paul Farmer, 1959年10月26日 - 2022年2月21日）は、アメリカ合衆国出身の医師、医療人類学者。ハーバード大学・ハーバード医学校教授。発展途上国での医療活動で知られる。
2003年にピューリッツァー賞受賞作家のトレーシー・キダーがノンフィクション『国境を越えた医師』（原題: Mountains Beyond Mountains）で紹介したことにより、アメリカで一躍有名になった。

## 経歴
1959年、マサチューセッツ州ノースアダムズに生まれる。トレーラー暮らしの貧困家庭で育つ。デューク大学で医療人類学を学ぶと同時に、ハイチで医療活動に従事する。ハーバード医学校に進学し、医学と医療人類学の2つの博士号（M.D.とPh.D.）を取得する。ハーバード大学・ハーバード医学校教授、およびボストンのブリガム・アンド・ウィメンズ病院の感染症医となる。
1987年、国際医療NPO「パートナーズ・イン・ヘルス」（Partners In Health, PIH）を、学友のジム・ヨン・キムやオフェーリア・ダール（ロアルド・ダールの娘）らと共同で設立。
以降、ハイチのカンジュをはじめ、ルワンダ、レソト、マラウィ、メキシコ、ロシア、ペルー、リベリア、シエラレオネなどで医療活動に従事する。同時にアメリカで後進の教育にも従事する。また、ジョージ・ソロス、ビル・クリントンら有力者と交渉し、資金援助や医療政策・海外支援政策を取り付ける。
医学者としては、治療不可能とみなされていた多剤耐性結核やAIDSの治療で業績があり、『ニューイングランド・ジャーナル・オブ・メディシン』『ランセット』などの著名な医学雑誌に論文がある。医療人類学者としては、医療倫理学では見落とされがちな途上国・貧困層の医療問題や、その背後にある構造的暴力、社会的不平等、グローバルヘルス、解放の神学などを論じている。
トレーシー・キダーは、ファーマーと1994年に偶然出会い、5年後に取材を開始し、2003年に『国境を越えた医師』を出版した。
2010年ハイチ地震や2014年西アフリカエボラ出血熱流行でも現地に赴いた。
2012年、「地域医療・ハイチの教訓担当国連事務総長特別顧問」に任命された。
2017年、PIHのドキュメンタリー映画『Bending the Arc』が公開された。
2022年2月21日、滞在先のルワンダで逝去。享年62。

## 栄誉
マッカーサー・フェロー、公共福祉メダル、バーグルエン賞など多くの栄誉がある。

## 関連書籍（日本語訳）

### 評伝
- 『国境を越えた医師（英語版）』トレーシー・キダー（英語版）著、竹迫仁子訳、小学館集英社プロダクション、2004年、ISBN 9784796880145

### 著作
- 「人々の「苦しみ」と構造的暴力——底辺から見えるもの」『他者の苦しみへの責任 ソーシャル・サファリングを知る』坂川雅子訳、池澤夏樹解説、みすず書房、2011年。ISBN 978-4-622-07592-9
- 『権力の病理 誰が行使し誰が苦しむのか 医療・人権・貧困』豊田英子訳、山本太郎解説、アマルティア・セン序文、みすず書房、2012年。ISBN 978-4-622-07681-0
- 『復興するハイチ 震災から、そして貧困から 医師たちの闘いの記録2010-11』岩田健太郎訳、みすず書房、2014年。ISBN 978-4-622-07820-3
- 『世界を治療する ファーマーから次世代へのメッセージ』ジョナサン・ウェイゲル編、光橋翠訳、新評論、2016年。ISBN 978-4794810496
- 『熱、諍い、ダイヤモンド』岩田健太郎訳、メディカルサイエンスインターナショナル、2022年。ISBN 978-4815730444